# Liste des chemins de fer touristiques de France
Cette liste énumère les chemins de fer touristiques et les vélorails qui roulent sur rails. Elle ne comprend donc pas les chariots sur pneus tirés par des tracteurs déguisés en locomotives que l'on peut voir circuler dans les rues de nombreuses stations touristiques.
Les listes suivantes ne sont pas exhaustives et devront être complétées ou actualisées au fil du temps (dernière actualisation en juillet 2024) :

## Auvergne-Rhône-Alpes
| Chemin de fer touristique                                                                       | Type                            | Gare dépôt                       | Ligne                                              | Section                                                               | Écartement            | Département              | Statut                                                                         |
| ----------------------------------------------------------------------------------------------- | ------------------------------- | -------------------------------- | -------------------------------------------------- | --------------------------------------------------------------------- | --------------------- | ------------------------ | ------------------------------------------------------------------------------ |
| Tour du Cantal en train                                                                         | Train Touristique               |                                  | Bourges à Miécaze                                  | Gare de Bort-les-Orgues - Gare de Miécaze                             | 1,435 (voie normale)  | Cantal, Corrèze          | Disparu                                                                        |
| Tour du Cantal en train                                                                         | Train Touristique               | Souillac à Viescamp-sous-Jallès  | Gare de Miécaze - Gare de Viescamp-sous-Jallès     |                                                                       | 1,435 (voie normale)  | Cantal, Corrèze          | Disparu                                                                        |
| Tour du Cantal en train                                                                         | Train Touristique               | Figeac à Arvant                  | Gare de Viescamp-sous-Jallès - Gare de Neussargues |                                                                       | 1,435 (voie normale)  | Cantal, Corrèze          | Disparu                                                                        |
| Tour du Cantal en train                                                                         | Train Touristique               | Bort-les-Orgues à Neussargues    | Gare de Neussargues - Gare de Bort-les-Orgues      |                                                                       | 1,435 (voie normale)  | Cantal, Corrèze          | Disparu                                                                        |
| Train à Vapeur d'Auvergne                                                                       | Train Touristique               | Clermont-Ferrand                 | Réseau ferré national                              |                                                                       | 1,435 (voie normale)  | Puy-de-Dôme              | En service                                                                     |
| AAATV (Amicale des Anciens et Amis de la Traction Vapeur) Montluçon-Auvergne                    | Train Touristique               | Montluçon                        | Réseau ferré national                              |                                                                       | 1,435 (voie normale)  | Allier                   | En service                                                                     |
| AGRIVAP Les trains de la découverte (ligne touristique du Livradois-Forez et Vélorail d'Ambert) | Train Touristique, Vélo-rail    | Ambert                           | Saint-Germain-des-Fossés à Nîmes-Courbessac        | Gare de Pont-de-Dore - Gare de La Chaise-Dieu                         | 1,435 (voie normale)  | Puy-de-Dôme, Haute-Loire | En service                                                                     |
| Voies Ferrées du Velay (VFV)                                                                    | Train Touristique               | Raucoules                        | CFD Réseau du Vivarais                             | Raucoules - Saint-Agrève                                              | 1,000 (voie métrique) | Haute-Loire, Ardèche     | En service                                                                     |
| Gentiane express                                                                                | Train Touristique               | Bort-les-Orgues                  | Bort-les-Orgues à Neussargues                      | Gare de Riom-ès-Montagnes - Gare de Lugarde - Marchastel              | 1,435 (voie normale)  | Cantal                   | En service                                                                     |
| Le Train Touristique des Gorges de l'Allier                                                     | Train Touristique               |                                  | Saint-Germain-des-Fossés à Nîmes-Courbessac        | Gare de Langeac - Gare de Langogne                                    | 1,435 (voie normale)  | Haute-Loire, Lozère      | En service                                                                     |
| Train touristique du Musée de la Mine de Noyant-d'Allier                                        | Train Touristique, Musée        | Noyant-d'Allier                  |                                                    |                                                                       | 60 cm (voie étroite)  | Allier                   | En service                                                                     |
| Vélo-rail du Bourbonnais                                                                        | Vélo-rail                       | Noyant-d'Allier                  |                                                    |                                                                       | 1,435 (voie normale)  | Allier                   | En service                                                                     |
| Vélorail du Velay                                                                               | Vélo-rail                       | Dunières                         | Firminy à Saint-Rambert-d'Albon                    | Saint-Pal-Mons - Saint-Romain - Dunières                              | 1,435 (voie normale)  | Haute-Loire              | En service                                                                     |
| Vélorail de Pradelles                                                                           | Vélo-rail                       | Pradelles                        | Le Puy à Langogne                                  | Landos - km 50,5                                                      | 1,435 (voie normale)  | Haute-Loire              | En service                                                                     |
| Vélorail du Cézallier                                                                           | Vélo-rail                       | Landeyrat, Allanche              | Bort-les-Orgues à Neussargues                      | Gare de Lugarde - Marchastel - km 522,xxx (Moissac)                   | 1,435 (voie normale)  | Cantal                   | En service                                                                     |
| Chemin de Fer du Haut Forez (CFHF)                                                              | Train Touristique               | Estivareilles                    | Bonson à Sembadel                                  | Estivareilles - Gare de Sembadel                                      | 1,435 (voie normale)  | Loire, Haute-Loire       | En service                                                                     |
| Chemin de Fer du Haut Forez (CFHF)                                                              | Train Touristique               | Estivareilles                    | Saint-Germain-des-Fossés à Darsac                  | Gare de Sembadel - Gare de La Chaise-Dieu                             | 1,435 (voie normale)  | Loire, Haute-Loire       | En service                                                                     |
| Funiculaire du Capucin                                                                          | Funiculaire                     | Mont-Dore                        |                                                    |                                                                       | 1,000 (voie métrique) | Puy-de-Dôme              | En service                                                                     |
| Vélorail des volcans                                                                            | Vélo-rail                       | Espirat                          | Vertaizon à Billom                                 |                                                                       | 1,435 (voie normale)  | Puy-de-Dôme              | En service                                                                     |
| Pédalorail des Lacs                                                                             | Vélo-rail                       | Nieudan - Saint-Victor           | Bourges à Miécaze                                  | Saint-Illide - Nieudan - Saint-Victor                                 | 1,435 (voie normale)  | Cantal                   | En service                                                                     |
| Pédalorail du Grand Pays de Salers                                                              | Vélo-rail                       | Drignac - Ally                   | Bourges à Miécaze                                  |                                                                       | 1,435 (voie normale)  | Cantal                   | En service                                                                     |
| Vélorail Les Draisines du Pays de Mauriac                                                       | Vélo-rail                       |                                  | Bourges à Miécaze                                  | Mauriac - Drugeac - Salers                                            | 1,435 (voie normale)  | Cantal                   | En service                                                                     |
| Chemin de fer du Haut-Rhône                                                                     | Train Touristique               | Montalieu                        |                                                    |                                                                       | 60 cm (voie étroite)  | Isère                    | En service                                                                     |
| Chemin de fer Touristique d'Anse                                                                | Train Touristique               | Anse                             |                                                    |                                                                       | 38 cm (voie étroite)  | Rhône                    | En service                                                                     |
| Chemin de fer de la Mure                                                                        | Train Touristique               |                                  | Saint-Georges-de-Commiers à La Mure                | Gare de Saint-Georges-de-Commiers - Gare de La Mure                   | 1,000 (voie métrique) | Isère                    | Partie basse hors service (depuis 2011) Partie haute remise en service en 2021 |
| Vélorail des Alpes                                                                              | Vélo-rail                       | Saint-Georges-de-Commiers        | Saint-Georges-de-Commiers à La Mure                | Gare de Saint-Georges-de-Commiers - barrage de Notre-Dame-de-Commiers | 1,000 (voie métrique) | Isère                    | En service                                                                     |
| Chemin de fer touristique de la Brévenne (CFTB)                                                 | Train Touristique               | Sainte-Foy-l'Argentière          | Lyon-Saint-Paul à Montbrison                       | Gare de Sain-Bel - Sainte-Foy-l'Argentière                            | 1,435 (voie normale)  | Rhône                    | En service (partiellement)                                                     |
| Chemin de fer du Montenvers                                                                     | Train Touristique à crémaillère | Chamonix-Mont-Blanc              | Montenvers                                         | Chamonix-Mont-Blanc - Montenvers                                      | 1,000 (voie métrique) | Haute-Savoie             | En service                                                                     |
| Chemin de fer du Vivarais, Le vélo-rail des gorges du Doux                                      | Train Touristique, Vélo-rail    | Tournon - Saint-Jean             | Tournon au Cheylard                                | Tournon - Saint-Jean - Lamastre                                       | 1,000 (voie métrique) | Ardèche                  | En service                                                                     |
| Tramway du Mont-Blanc (TMB)                                                                     | Train Touristique à crémaillère | Saint-Gervais-les-Bains-Le Fayet | Tramway du Mont-Blanc                              | Gare de Saint-Gervais-les-Bains-Le Fayet - Gare du Nid-d'Aigle        | 1,000 (voie métrique) | Haute-Savoie             | En service                                                                     |
| Train touristique de l'Ardèche méridionale (Viaduc 07)                                          | Train Touristique               | Vogüé                            | Teil à Alès                                        | Saint-Jean-le-Centenier - Gare de Vogüé                               | 1,435 (voie normale)  | Ardèche                  | Disparu                                                                        |
| Train touristique de l'Ardèche méridionale (Viaduc 07)                                          | Train Touristique               | Vogüé                            | Vogüé à Lalevade-d'Ardèche                         | Gare de Vogüé - km 693,9                                              | 1,435 (voie normale)  | Ardèche                  | Disparu                                                                        |
| Funiculaire de Saint-Hilaire-du-Touvet                                                          | Funiculaire                     | Lumbin                           |                                                    |                                                                       | 1,000 (voie métrique) | Isère                    | Hors service depuis 2021 (voie partiellement emportée)                         |
| Les Vélos Rails du Bugey                                                                        | Vélo-rail                       | Pugieu                           | Pressins à Virieu-le-Grand                         | Pugieu - km 118,xxx                                                   | 1,435 (voie normale)  | Ain                      | Hors service (depuis 2021)                                                     |
| Panoramique des Dômes                                                                           | Train Touristique à crémaillère | Orcines                          | Chemin de fer à crémaillère du puy de Dôme         |                                                                       | 1,000 (voie métrique) | Puy-de-Dôme              | En service                                                                     |
| Association pour la Préservation du Matériel Ferroviaire Savoyard (APMFS)                       | Train Touristique, Musée        | Chambéry                         | Réseau ferré national                              |                                                                       | 1,435 (voie normale)  | Savoie                   | En service                                                                     |
| ATVA (Association Autorail Touristiques des Volcans d'Auvergne)                                 | Train Touristique               |                                  |                                                    | Volvic - Mont-Dore                                                    | 1,435 (voie normale)  |                          | En projet                                                                      |
| Association française de Conservation des locomotives 2D2 9135                                  | Musée                           |                                  |                                                    |                                                                       | 1,435 (voie normale)  | Migennes                 | En service                                                                     |
| ARCET (Association Rhône-Alpine de Conservation d'Engins Thermiques)                            | Train Touristique               | Lyon                             | Réseau ferré national                              |                                                                       | 1,435 (voie normale)  | Rhône                    | En service                                                                     |
| SIMIL 500 (Sauvegarde Intégrale d'une Machine de Ligne CC 6500)                                 | Train Touristique               | Lyon                             | Réseau ferré national                              |                                                                       | 1,435 (voie normale)  | Rhône                    | En service                                                                     |

## Bourgogne-Franche-Comté
| Chemin de fer touristique                                   | Type              | Gare dépôt                    | Ligne                                                 | Section                                           | Écartement           | Département               | Statut                              |
| ----------------------------------------------------------- | ----------------- | ----------------------------- | ----------------------------------------------------- | ------------------------------------------------- | -------------------- | ------------------------- | ----------------------------------- |
| Train touristique des Lavières                              | Train Touristique | Is-sur-Tille                  |                                                       |                                                   | 50 cm (voie étroite) | Côte-d'Or                 | En service                          |
| Chemin de fer de la vallée de l'Ouche (CFVO)                | Train Touristique | Bligny-sur-Ouche              | Épinac à Pont-d'Ouche                                 | Bligny-sur-Ouche - Pont-d'Ouche                   | 60 cm (voie étroite) | Côte-d'Or                 | En service                          |
| Chemin de Fer des Combes (Parc des Combes)                  | Train Touristique | Le Creusot                    |                                                       |                                                   | 60 cm (voie étroite) | Saône-et-Loire            | En service                          |
| Le P'tit train de l'Yonne                                   | Train Touristique | Massangis                     | Laroche-Migennes à l'Isle-Angely                      |                                                   | 60 cm (voie étroite) | Yonne                     | En service                          |
| Train touristique de Puisaye-Forterre                       | Train Touristique | Toucy                         | Triguères à Surgy                                     | Villiers-Saint-Benoît - Fontenoy                  | 1,435 (voie normale) | Yonne                     | En service                          |
| Train touristique de Puisaye-Forterre                       | Train Touristique | Toucy                         | Auxerre-Saint-Gervais à Gien                          | Fontenoy - Saint-Sauveur-en-Puisaye               | 1,435 (voie normale) | Yonne                     | En service                          |
| ACTA (Association du Chemin de fer Touristique de l'Auxois) | Train Touristique | Les Laumes - Alésia           | Maison-Dieu aux Laumes-Alésia                         | Époisses - Gare des Laumes - Alésia               | 1,435 (voie normale) | Côte-d'Or                 | En service                          |
| Le Coni'fer (Chemin de Fer Touristique Pontarlier-Vallorbe) | Train Touristique | Les Hôpitaux-Neufs - Jougne   | Pontarlier à Vallorbe (frontière)                     | Fontaine-Ronde - Gare des Hôpitaux-Neufs - Jougne | 1,435 (voie normale) | Doubs                     | En service                          |
| L'Autorail x2800 du Haut-Doubs                              | Train Touristique | Gare de L'Hôpital-du-Grosbois | Réseau ferré national                                 |                                                   | 1,435 (voie normale) | Doubs                     | En projet                           |
| Chemin de fer du val d'amour                                | Train Touristique |                               | Dole-Ville à Poligny                                  | Gare de Dole-Ville - Gare de Mont-sous-Vaudrey    | 1,435 (voie normale) | Jura                      | En projet                           |
| Les Chemins de Fer du Creusot (241P 17)                     | Train Touristique | Le Creusot                    | Réseau ferré national                                 |                                                   | 1,435 (voie normale) | Saône-et-Loire            | En service                          |
| La ligne des hirondelles (TER Bourgogne-Franche-Comté)      | Train Touristique |                               | Andelot-en-Montagne à La Cluse                        | Gare d'Andelot - Gare de Saint-Claude             | 1,435 (voie normale) | Jura                      | En service                          |
| Cyclorail du Sancerrois                                     | Vélo-rail         | Cosne-Cours-sur-Loire         | Ligne de Saint-Germain-du-Puy à Cosne-Cours-sur-Loire | Saint-Satur - La Gare-d'Eau - km 296,2            | 1,435 (voie normale) | Nièvre, Cher              | En service                          |
| Vélos-rails de Vesoul                                       | Vélo-rail         | Vaivre-et-Montoille           | Vaivre à Gray                                         | km 1,xxx - km 5,xxx                               | 1,435 (voie normale) | Haute-Saône               | En service                          |
| Vélo-rail de Puisaye                                        | Vélo-rail         | Charny                        | Triguères à Surgy                                     | Charny - Gare de Villiers-Saint-Benoît            | 1,435 (voie normale) | Yonne                     | Hors service (depuis octobre 2023). |
| Vélo-rail de la Vingeanne                                   | Vélo-rail         | Champagne-sur-Vingeanne       | Saint-Julien (Troyes) à Gray                          | Champagne-sur-Vingeanne - km 440,5xx              | 1,435 (voie normale) | Côte-d'Or, Haute-Saône    | En service                          |
| Vélo-rail du Morvan                                         | Vélo-rail         | Cordesse - Igornay            | Cravant - Bazarnes à Dracy-Saint-Loup                 | Gare de Manlay - Gare de Cordesse - Igornay       | 1,435 (voie normale) | Saône-et-Loire, Côte-d'Or | En service                          |

## Bretagne
| Chemin de fer touristique                                 | Type                     | Gare dépôt | Ligne                            | Section                                 | Écartement            | Département     | Statut       |
| --------------------------------------------------------- | ------------------------ | ---------- | -------------------------------- | --------------------------------------- | --------------------- | --------------- | ------------ |
| Association des Chemins de Fer des Côtes-du-Nord (ACFCdN) | Train Touristique        | Langueux   |                                  |                                         | 40 cm (voie étroite)  | Côtes-d'Armor   | En service   |
| Association des Chemins de Fer des Côtes-du-Nord (ACFCdN) | Train Touristique        | Langueux   | Chemins de fer des Côtes-du-Nord |                                         | 1,000 (voie métrique) | Côtes-d'Armor   | En projet    |
| La Vapeur du Trieux                                       | Train Touristique        | Paimpol    | Guingamp à Paimpol               | Gare de Pontrieux - Gare de Paimpol     | 1,435 (voie normale)  | Côtes-d'Armor   | En service   |
| Vélorail de Médréac                                       | Vélo-rail                | Médréac    | La Brohinière à Dinan            | km 411,xxx - km 421,xxx                 | 1,435 (voie normale)  | Ille-et-Vilaine | En service   |
| Parb'er, Train Blavet Océan                               | Train Touristique        | Auray      | Auray à Pontivy                  | Gare d'Auray - Gare de Pontivy          | 1,435 (voie normale)  | Morbihan        | Hors service |
| Chemins de fer du Centre-Bretagne (CFCB)                  | Train Touristique        | Pontivy    | Auray à Pontivy                  | Gare de Pontivy - Gare de Lambel-Camors | 1,435 (voie normale)  | Morbihan        | En service   |
| Chemin de fer de Bon-Repos                                | Train Touristique, Musée | Bon Repos  |                                  |                                         | 60 cm (voie étroite)  | Côtes-d'Armor   | En service   |
| Chemin de fer de Bon-Repos                                | Train Touristique, Musée | Bon Repos  | Carhaix à Loudéac                |                                         | 1,000 (voie métrique) | Côtes-d'Armor   | En service   |
| Vélo-rail du Kreiz Breizh                                 | Vélo-rail                | Bon Repos  |                                  |                                         | 60 cm (voie étroite)  | Côtes-d'Armor   | En service   |

## Centre-Val-de-Loire
| Chemin de fer touristique                                                                                             | Type                     | Gare dépôt             | Ligne                     | Section                                                 | Écartement            | Département    | Statut                       |
| --- | ------------------------ | ---------------------- | ------------------------- | ------------------------------------------------------- | --------------------- | -------------- | ---------------------------- |
| Train de Rillé (AECFM)                                                                                                | Train Touristique        | Rillé                  |                           |                                                         | 60 cm (voie étroite)  | Indre-et-Loire | En service                   |
| Musée des transports de Pithiviers                                                                                    | Train Touristique, Musée | Pithiviers             | Pithiviers à Toury        | Gare de Pithiviers - Musée des transports de Pithiviers | 60 cm (voie étroite)  | Loiret         | En service                   |
| Train du Bas-Berry (SABA)                                                                                             | Train Touristique        | Écueillé               | Le Blanc à Argent         | Gare d'Argy - Gare de Luçay-le-Mâle                     | 1,000 (voie métrique) | Indre          | En service                   |
| Train Touristique de la Vallée du Loir (TTVL)                                                                         | Train Touristique        | Thoré-la-Rochette      | Pont-de-Braye à Blois     | Troo - km 25,6                                          | 1,435 (voie normale)  | Loir-et-Cher   | En service                   |
| L'AAATV-Centre Val de Loire (141R 840 & 141 R 1199)                                                                   | Train Touristique        | Les Aubrais            | Réseau ferré national     |                                                         | 1,435 (voie normale)  | Loiret         | En service                   |
| L'Amicale des Anciens et Amis de la Traction Vapeur (Saint-Pierre-des-Corps (AAATV-Saint-Pierre-des-Corps) (231 E 41) | Musée                    | Saint-Pierre-des-Corps | Réseau ferré national     |                                                         | 1,435 (voie normale)  | Indre-et-Loire | En service                   |
| L'APPMF (Association pour la Préservation du Patrimoine et des Métiers Ferroviaires - 230 G 353)                      | Musée                    | Gièvres                | Réseau ferré national     |                                                         | 1,435 (voie normale)  | Loir-et-Cher   | En service                   |
| Chemin de Fer Touristique Sud Touraine (CFTST)                                                                        | Train Touristique        | Vierzon                | Réseau ferré national     |                                                         | 1,435 (voie normale)  | Cher           | Restauration en cours (2018) |
| Vélo-rail du Pays Chartrain                                                                                           | Vélo-rail                | Gallardon-Pont         | Ouest-Ceinture à Chartres | Gallardon-Pont - Champseru-Senainville                  | 1,435 (voie normale)  | Eure-et-Loir   | En service                   |
| AFTC Cyclorail 37 | Vélo-rail                | Château-la-Vallière    |                           | 7 km                                                    | 1,435 (voie normale)  | Indre-et-Loire | En service                   |

## Corse
| Chemin de fer touristique                                                 | Type              | Gare dépôt | Ligne                | Section                              | Écartement            | Département | Statut     |
| ------------------------------------------------------------------------- | ----------------- | ---------- | -------------------- | ------------------------------------ | --------------------- | ----------- | ---------- |
| CFC : trains-tramways de la Balagne ou « Train des plages de la Balagne » | Train Touristique | Calvi      | Ponte-Leccia à Calvi | Gare de L'Île-Rousse - Gare de Calvi | 1,000 (voie métrique) | Haute-Corse | En service |

## Grand Est

### Alsace
| Chemin de fer touristique                                 | Type              | Gare dépôt        | Ligne                                              | Section                                 | Écartement           | Département | Statut                                        |
| --------------------------------------------------------- | ----------------- | ----------------- | -------------------------------------------------- | --------------------------------------- | -------------------- | ----------- | --------------------------------------------- |
| Train folklorique de Rosheim à Ottrott « S'Bimel-Bähnel » | Train Touristique | Ottrott           | Rosheim à Saint-Nabor                              | Rosheim - Ottrott                       | 1,435 (voie normale) | Bas-Rhin    | Disparu (en exploitation entre 1969 et 1987). |
| Autorail Lorraine Champagne Ardenne                       | Train Touristique | Sarre-Union       |                                                    |                                         | 1,435 (voie normale) | Bas-Rhin    | En service                                    |
| Vélo-rail du pays Secret                                  | Vélo-rail         |                   | Ligne de Réding à Diemeringen                      | Section de Drulingen à Schalbach        | 1,435 (voie normale) | Bas-Rhin    | En service (depuis le 7 juillet 2020).        |
| Vélo-rail Sud-Alsace                                      | Vélo-rail         | Aspach-le-Haut    |                                                    | 9,6 km                                  | 1,435 (voie normale) | Haut-Rhin   | En service                                    |
| Chemin de fer touristique du Rhin (CFTR)                  | Train touristique | Volgelsheim       | Embranchement de la ligne de Colmar à Neuf-Brisach | Volgelsheim - Embarcadère de Sans-Souci | 1,435 (voie normale) | Haut-Rhin   | En service (depuis 1983).                     |
| Train Thur Doller Alsace (TTDA)                           | Train touristique | Burnhaupt-le-Haut | Cernay à Sewen                                     | Cernay-Saint-André à Sentheim (12 km)   | 1,435 (voie normale) | Haut-Rhin   | En service (depuis 1976).                     |
| Cité du Train - Patrimoine SNCF                           | Musée national    | Mulhouse          |                                                    |                                         | 1,435 (voie normale) | Haut-Rhin   | Ouvert (depuis 1971).                         |

### Champagne-Ardenne
| Chemin de fer touristique                                     | Type              | Gare dépôt           | Ligne                                 | Section                               | Écartement           | Département | Statut       |
| ------------------------------------------------------------- | ----------------- | -------------------- | ------------------------------------- | ------------------------------------- | -------------------- | ----------- | ------------ |
| Chemin de fer touristique du sud des Ardennes (CFTSA)         | Train Touristique | Attigny              | Amagne - Lucquy à Revigny             | Amagne - Lucquy - Attigny             | 1,435 (voie normale) | Ardennes    | En service   |
| Chemin de fer touristique Châteauvillain-Veuxhaulles          | Train Touristique | Veuxhaulles-sur-Aube | Ligne de Bricon à Châtillon-sur-Seine | Châteauvillain - Veuxhaulles-sur-Aube | 1,435 (voie normale) | Haute-Marne | En projet    |
| Chemin de fer touristique de la Traconne                      | Train Touristique |                      | Gretz-Armainvilliers à Sézanne        | Esternay - Sézanne                    | 1,435 (voie normale) | Marne       | Hors service |
| Tourisme Ferroviaire de la Brie Champenoise à l'Omois (TFBCO) | Train Touristique | Montmirail           |                                       | Mézy-Moulins - Montmirail (25 Km)     | 1,435 (voie normale) | Marne       | En projet    |
| Vélo-rail des Trois Vallées                                   | Vélo-rail         | Chantraines          |                                       |                                       | 1,435 (voie normale) | Haute-Marne | En service   |
| Vélo-rail du Grand Morin                                      | Vélo-rail         | Esternay             |                                       |                                       | 1,435 (voie normale) | Marne       | En service   |

### Lorraine
| Chemin de fer touristique                                   | Type                                                  | Gare dépôt      | Ligne                                            | Section | Écartement            | Département        | Statut     |
| ----------------------------------------------------------- | ----------------------------------------------------- | --------------- | ------------------------------------------------ | ------- | --------------------- | ------------------ | ---------- |
| Chemin de fer touristique du fort de Villey-le-Sec          | Train Touristique                                     | Près de Toul    |                                                  |         | 60 cm (voie étroite)  | Meurthe-et-Moselle | En service |
| Chemin de fer du Val de Passey                              | Train Touristique                                     | Choloy-Ménillot |                                                  |         | 60 cm (voie étroite)  | Meurthe-et-Moselle | En service |
| Train des Forts (Fort d'Uxegney)                            | Train Touristique, Musée                              | Uxegney         |                                                  |         | 60 cm (voie étroite)  | Vosges             | En service |
| Chemin de fer forestier d'Abreschviller                     | Train Touristique                                     | Abreschviller   |                                                  |         | 70 cm (voie étroite)  | Moselle            | En service |
| Chemin de Fer Historique de la Voie Sacrée (CFHVS)          | Train Touristique                                     | Bar-le-Duc      |                                                  |         | 1,000 (voie métrique) | Meuse              | En service |
| Chemin de fer touristique de la vallée de la Canner (CFTVC) | Train Touristique, Vélo-rail                          | Vigy            |                                                  |         | 1,435 (voie normale)  | Moselle            | En service |
| Train Touristique Sarreguemines Bitche (T2SB)               | Train Touristique (actuellement uniquement Vélo-rail) | Bitche          |                                                  |         | 1,435 (voie normale)  | Moselle            | En service |
| Vélo-rail de la vallée du Spin                              | Vélo-rail                                             | Dieuze          |                                                  |         | 1,435 (voie normale)  | Moselle            | En service |
| Vélo-rail de Magnières                                      | Vélo-rail                                             | Magnières       | ligne de 20 km (via Moyen et jusque Gerbéviller) |         | 1,435 (voie normale)  | Meurthe-et-Moselle | En service |

## Hauts-de-France

### Nord-Pas-de-Calais
| Chemin de fer touristique                                       | Type              | Gare dépôt             | Ligne                                                    | Section                                                                 | Écartement            | Département   | Statut     |
| --------------------------------------------------------------- | ----------------- | ---------------------- | -------------------------------------------------------- | ----------------------------------------------------------------------- | --------------------- | ------------- | ---------- |
| Chemin de fer touristique de la vallée de l'Aa (CFTVA)          | Train Touristique | Arques (Pas-de-Calais) | Saint-Omer à Hesdigneul                                  | Gare d'Arques (Pas-de-Calais) - Gare de Lumbres                         | 1,435 (voie normale)  | Pas-de-Calais | En service |
| Rando-rail du Pays de Lumbres                                   | Vélo-rail         | Nielles-lès-Bléquin    | Saint-Omer à Hesdigneul                                  | km 83,6 - km 92,6                                                       | 1,435 (voie normale)  | Pas-de-Calais | En service |
| Tramway touristique de la vallée de la Deûle (AMITRAM)          | Train Touristique | Marquette-lez-Lille    | Ligne de Marquette-lez-Lille à la ferme Saint-Chrysole   | Gare de Marquette-lez-Lille (AMITRAM) - Gare de la ferme Saint-Chrysole | 1,000 (voie métrique) | Nord          | En service |
| Chemin de Fer à vapeur de la Vallée de la Scarpe (TTVS)         | Train Touristique | Saint-Amand-les-Eaux   | Berges de la Scarpe entre Saint-Amand-les-Eaux et Hasnon | 2,5 km                                                                  | 60 cm (voie étroite)  | Nord          | En service |
| Centre de la Mine et du Chemin de Fer de Oignies (CMCF-Oignies) | Musée             | Oignies                |                                                          |                                                                         | 1,435 (voie normale)  | Pas-de-Calais | En service |

### Picardie
| Chemin de fer touristique                                                | Type                               | Gare dépôt                               | Ligne                                   | Section                                                            | Écartement                                   | Département | Statut     |
| ------------------------------------------------------------------------ | ---------------------------------- | ---------------------------------------- | --------------------------------------- | ------------------------------------------------------------------ | -------------------------------------------- | ----------- | ---------- |
| Chemin de fer de la baie de Somme (CFBS)                                 | Train Touristique                  | Gare de Saint-Valery-Canal               | Noyelles au Crotoy                      | Gare de Noyelles - Gare du Crotoy                                  | 1,000 (voie métrique) & 1,435 (voie normale) | Somme       | En service |
| Chemin de fer de la baie de Somme (CFBS)                                 | Train Touristique                  | Gare de Saint-Valery-Canal               | Noyelles à Saint-Valery-Port            | Gare de Noyelles - Gare de Saint-Valery-Port                       | 1,000 (voie métrique) & 1,435 (voie normale) | Somme       | En service |
| Chemin de fer de la baie de Somme (CFBS)                                 | Train Touristique                  | Gare de Saint-Valery-Canal               | Saint-Valery-Ville à Cayeux-sur-Mer     | Gare de Saint-Valery-Ville - Gare de Cayeux-sur-Mer-Brighton-Plage | 1,000 (voie métrique) & 1,435 (voie normale) | Somme       | En service |
| Chemin de fer Froissy-Dompierre (P'tit train de la Haute Somme - APPEVA) | Train Touristique                  | La Neuville-lès-Bray (hameau de Froissy) | Froissy - Dompierre                     | Froissy-Musée (APPEVA) - Dompierre (APPEVA)                        | 60 cm (voie étroite)                         | Somme       | En service |
| Chemin de fer touristique du Vermandois (CFTV)                           | Train Touristique                  | Gare de Saint-Quentin                    | Saint-Quentin à Guise                   | Gare de Saint-Quentin - Origny-Sainte-Benoite                      | 1,435 (voie normale)                         | Aisne       | En service |
| Le Train des Sables (La Mer de sable)                                    | Chemin de fer de parc d'attraction | Ermenonville                             |                                         |                                                                    | 60 cm (voie étroite)                         | Oise        | En service |
| Train à Vapeur du Beauvaisis (MTVS)                                      | Train Touristique                  | Crèvecœur-le-Grand                       | Saint-Omer-en-Chaussée à Vers-sur-Selle | Gare de Crèvecœur-le-Grand - Gare de Rotangy                       | 1,000 (voie métrique)                        | Oise        | En service |
| Vélo-rail de la Baie de Somme                                            | Vélo-rail                          | Gare de Cayeux-sur-Mer                   | Saint-Valery-Ville à Cayeux-sur-Mer     | Entre Cayeux-sur-Mer & la halte de Hurt (5,6 km aller-retour)      | 1,435 (voie normale)                         | Somme       | En service |

## Île-de-France
| Chemin de fer touristique                                                                 | Type                                | Gare dépôt                                           | Ligne                 | Section                                              | Écartement             | Département                 | Statut                          |
| ----------------------------------------------------------------------------------------- | ----------------------------------- | ---------------------------------------------------- | --------------------- | ---------------------------------------------------- | ---------------------- | --------------------------- | ------------------------------- |
| Ligne du jardin d’acclimatation                                                           | Train Touristique                   | Jardin d’acclimatation (Paris)                       |                       |                                                      | 50 cm (voie étroite)   | 16e arrondissement de Paris | En service                      |
| Chemin de fer des Chanteraines (CFC)                                                      | Train Touristique                   | Villeneuve-la-Garenne                                |                       |                                                      | 60 cm (voie étroite)   | Hauts-de-Seine              | En service                      |
| Tacot des Lacs                                                                            | Train Touristique                   | Grez-sur-Loing                                       |                       |                                                      | 60 cm (voie étroite)   | Seine-et-Marne              | En service                      |
| Petit train du Port-aux-Cerises                                                           | Train Touristique                   | Draveil                                              |                       |                                                      | 60 cm (voie étroite)   | Essonne                     | En service                      |
| MTVS (Musée des tramways à vapeur et des chemins de fer secondaires français)             | Train Touristique                   | Butry-sur-Oise près de la gare de Valmondois (SNCF). |                       |                                                      | 1,000 (voie métrique)  | Oise                        | Hors service (démonté en 2018). |
| AJECTA (Association de Jeunes pour l'Entretien et la Conservation des Trains d'Autrefois) | Train Touristique                   | Longueville                                          | Réseau ferré national | Entre la Gare de Provins et la Gare de Longueville.  | 1,435 (voie normale)   | Seine-et-Marne              | En service                      |
| Matériel Ferroviaire Patrimoine National (MFPN)                                           | Train Touristique                   | Drancy                                               | Réseau ferré national |                                                      | 1,435 (voie normale)   | Seine-Saint-Denis           | En service                      |
| AAPSL (Amicale des Agents de Paris St-Lazare)                                             | Train Touristique                   |                                                      | Réseau ferré national |                                                      | 1,435 (voie normale)   |                             | En service                      |
| ADEMAS (Métro Sprague)                                                                    | Musée                               | Versailles                                           |                       |                                                      | 1,435 (voie normale)   | Yvelines                    | En service                      |
| Disneyland Railroad (Disneyland)                                                          | Chemin de fer de parc d'attractions | Chessy                                               |                       |                                                      | 91,4 cm (voie étroite) | Seine-et-Marne              | En service                      |
| Vélorail du Val du Haut-Morin                                                             | Vélo-rail                           | La Ferté-Gaucher                                     |                       | Entre Lescherolles et Meilleray (13 km aller-retour) | 1,435 (voie normale)   | Seine-et-Marne              | En service                      |

## Normandie
| Chemin de fer touristique                            | Type                          | Gare dépôt           | Ligne                              | Section | Écartement           | Département    | Statut |
| ---------------------------------------------------- | ----------------------------- | -------------------- | ---------------------------------- | --- | -------------------- | -------------- | --- |
| Chemin de fer de la Suisse Normande                  | Vélo-Rail                     | Pont-Erembourg       |                                    | | 1,435 (voie normale) |                | En service |
| Pacific Vapeur Club (PVC)                            | Train Touristique             | Sotteville-les-Rouen | Réseau ferré national              | | 1,435 (voie normale) | Seine-Maritime | En service |
| Chemin de fer de la vallée de l'Eure (CFVE)          | Train Touristique             | Pacy-sur-Eure        |                                    | De Pacy-sur-Eure à Breuilpont et de Pacy-sur-Eure à Cocherel.                                                 | 1,435 (voie normale) | Eure           | En service |
| Train touristique du Cotentin (ATCM)                 | Train Touristique             | Barneville-Carteret  |                                    | De Barneville-Carteret à Portbail (9km)                                                                       | 1,435 (voie normale) | Manche         | En service |
| Train touristique Étretat-Pays de Caux               | Train Touristique & Vélo-rail | Les Loges            |                                    | Les Loges - Étretat                                                                                           | 1,435 (voie normale) | Seine-Maritime | En service |
| Chemin de Fer Touristique des Hautes Falaises (CFHF) | Train Touristique             | Ifs                  |                                    | | 1,435 (voie normale) | Seine-Maritime | Hors service |
| Vélo-rail de la Vallée de l'Eure                     | Vélo-rail                     | Pacy-sur-Eure        |                                    | De la gare d'Autheuil Authouillet (au Croisement "Route D'Evreux") et "Rue Du Manoir" à Autheuil-Authouillet. | 1,435 (voie normale) | Eure           | En service |
| Vélo-rail de Condé-sur-Vire                          | Vélo-rail                     | Condé-sur-Vire       |                                    | | 1,435 (voie normale) | Manche         | En service (15 cyclo-draisines sur voie normale désaffectée louée à la SNCF - 11 km aller-retour - Association Pour La Vire). |
| Vélo-rail des Andaines                               | Vélo-rail                     | Bagnoles-de-l'Orne   | Bagnoles-de-l'Orne - La Ferté Macé | 7km | 1,435 (voie normale) | Orne           | En service |

## Nouvelle-Aquitaine
| Chemin de fer touristique                                                                    | Type                          | Gare dépôt                                              | Ligne                                  | Section                                                                    | Écartement            | Département          | Statut                                                 |
| -------------------------------------------------------------------------------------------- | ----------------------------- | ------------------------------------------------------- | -------------------------------------- | -------------------------------------------------------------------------- | --------------------- | -------------------- | ------------------------------------------------------ |
| Autorail Espérance de Bergerac                                                               | Train Touristique             | Sarlat                                                  |                                        |                                                                            | 1,435 (voie normale)  | Dordogne             | En service (N'a pas circulé en 2009, reprise en 2010). |
| Tramway du Cap-Ferret                                                                        | Train Touristique             | Lège-Cap-Ferret                                         |                                        |                                                                            | 60 cm (voie étroite)  | Gironde              | En service                                             |
| Train touristique de Guîtres à Marcenais (TTGM)                                              | Train Touristique             | Guitres                                                 |                                        |                                                                            | 1,435 (voie normale)  | Gironde              | En service                                             |
| Train touristique PGVS                                                                       | Train Touristique             | Pointe-de-Grave à Soulac-sur-Mer                        |                                        |                                                                            | 1,435 (voie normale)  | Gironde              | En service                                             |
| Écomusée des Landes de Gascogne                                                              | Musée                         | Sabres                                                  |                                        |                                                                            |                       | Landes               | Ouvert                                                 |
| Train touristique de l'Albret                                                                | Train Touristique             | Nérac                                                   |                                        | De Nérac à Mézin                                                           | 1,435 (voie normale)  | Lot-et-Garonne       | En service (fermé en 2012 et rouvert en 2015).         |
| Petit train d'Artouste                                                                       | Train Touristique             | Artouste                                                |                                        |                                                                            | 50 cm (voie étroite)  | Pyrénées-Atlantiques | En service                                             |
| Chemin de fer de la Rhune                                                                    | Train Touristique             | Col de Saint-Ignace - Sare                              |                                        |                                                                            | 1,000 (voie métrique) | Pyrénées-Atlantiques | En service                                             |
| Train à vapeur thouarsais (TVT) (ex : Trains à vapeur de Touraine)                           | Train Touristique             | Thouars (hébergé par le Train des mouettes et la RFVL). |                                        |                                                                            | 1,435 (voie normale)  | Deux-Sèvres          | Projet abandonné                                       |
| Train des mouettes (Train & Traction)                                                        | Train Touristique             | Saujon                                                  |                                        | De Saujon à La Tremblade                                                   | 1,435 (voie normale)  | Charente-Maritime    | En service                                             |
| Chemin de fer Charente-Limousine                                                             | Train Touristique & Vélo-rail |                                                         | ligne Roumazières-Loubert - Le Vigeant | De Roumazieres à Confolens                                                 | 1,435 (voie normale)  | Charente             | En service                                             |
| Train Vienne-Vézère-Vapeur (Conservatoire Ferroviaire Territoires Limousin Périgord - CFTLP) | Train Touristique             | Limoges                                                 |                                        | Entre Limoges et Ussel                                                     | 1,435 (voie normale)  | Haute-Vienne         | En service                                             |
| Autorail Limousin (Amis de l'X2800 en Limousin)                                              | Train Touristique             | Limoges                                                 | Réseau national                        |                                                                            | 1,435 (voie normale)  | Haute-Vienne         | En service                                             |
| L'Autorail Creusois                                                                          | Train Touristique             | Guéret                                                  |                                        | Entre Guéret et Felletin (en passant par Busseau-sur-Creuse et Aubusson ). | 1,435 (voie normale)  | Creuse               | En service                                             |
| Vélo-rail de Bosmoreau-les-Mines                                                             | Vélo-rail                     | Bosmoreau-les-Mines                                     |                                        | De Bosmoreau-les-Mines à Bourganeuf                                        | 1,435 (voie normale)  | Creuse               | En service                                             |
| Vélo-rail de Bussière-Galant                                                                 | Vélo-rail                     | Bussière-Galant                                         |                                        | De Bussière-Galant à Châlus                                                | 1,435 (voie normale)  | Haute-Vienne         | En service                                             |
| Vélo-rail du Périgord Vert                                                                   | Vélo-rail                     | Corgnac-sur-l'Isle                                      |                                        |                                                                            | 1,435 (voie normale)  | Dordogne             | En service                                             |
| Vélo-rail de Saintonge                                                                       | Vélo-rail                     | Saint-André-de-Lidon                                    |                                        |                                                                            | 1,435 (voie normale)  | Charente-Maritime    | En service                                             |
| Le p'tit train de Saint-Trojan                                                               | Train Touristique             | Île d'Oléron                                            |                                        |                                                                            | 60 cm (voie étroite)  | Charente-Maritime    | En service                                             |

## Occitanie
| Chemin de fer touristique                                                                                    | Type                         | Gare dépôt               | Ligne                            | Section                                                   | Écartement           | Département               | Statut     |
| --- | ---------------------------- | ------------------------ | -------------------------------- | --------------------------------------------------------- | -------------------- | ------------------------- | ---------- |
| AP 2800, Train bleu du sud (siège à Alès)                                                                    | Train Touristique            | Langogne                 | Réseau ferré national            |                                                           | 1,435 (voie normale) | Gard                      | En service |
| Train à vapeur des Cévennes                                                                                  | Train Touristique            | Saint-Jean-du-Gard       | Lézan à Saint-Jean-du-Gard       | Anduze - Saint-Jean-du-Gard                               | 1,435 (voie normale) | Gard                      | En service |
| GADEFT (Groupement d'aide au développement des exploitations ferroviaires touristiques - 140C 27)            | Train Touristique            | Nîmes                    | Réseau ferré national            |                                                           | 1,435 (voie normale) | Gard                      | En service |
| Le Train Historique de Toulouse - 141 R 1126 (l’Amicale des Cheminots pour la Préservation de la 141 R 1126) | Train Touristique            | Toulouse                 | Réseau ferré national            |                                                           | 1,435 (voie normale) | Haute-Garonne             | En service |
| AAATV - Midi-Pyrénées (241P 9)                                                                               | Train Touristique            | Toulouse                 | Réseau ferré national            |                                                           | 1,435 (voie normale) | Haute-Garonne             | En service |
| Train du Pays Cathare et du Fenouillèdes (T.P.C.F.)                                                          | Train Touristique, Vélo-rail | Axat, Caudiès            | Carcassonne à Rivesaltes         | km 409,4 - Gare de Rivesaltes                             | 1,435 (voie normale) | Aude, Pyrénées-Orientales | En service |
| Train de l'Andorge en Cévennes (TAC)                                                                         | Train Touristique            | Sainte-Cécile-d'Andorge  | Florac à Sainte-Cécile-d'Andorge | Saint-Julien-des-Points - Gare de Sainte-Cécile-d'Andorge | 40 cm (voie étroite) | Gard, Lozère              | En service |
| Chemin de fer touristique du Tarn                                                                            | Train Touristique            | Saint-Lieux-lès-Lavaur   | La Ramière - Saint-Sulpice       | Saint-Lieux-lès-Lavaur - Parc floral des Martels          | 50 cm (voie étroite) | Tarn                      | En service |
| Chemin de fer touristique du Haut Quercy (CFTHQ)                                                             | Train Touristique            | Martel                   | Souillac à Viescamp-sous-Jallès  | Gare de Martel - km 636,xxx                               | 1,435 (voie normale) | Lot                       | En service |
| velorail du larzac                                                                                           | Train Touristique, Vélo-rail | Sainte-Eulalie-de-Cernon | Tournemire - Roquefort au Vigan  | km 527,5 - km 542,xxx                                     | 1,435 (voie normale) | Aveyron                   | En service |
| Vélo-rail de Saint-Thibéry                                                                                   | Vélo-rail                    | Saint-Thibéry            | Vias à Lodève                    |                                                           | 1,435 (voie normale) | Hérault                   | En service |
| Vélo-rail Canal du Midi                                                                                      | Vélo-rail                    | Montady                  |                                  |                                                           | 1,435 (voie normale) | Hérault                   | En service |
| Vélo-rail de l'Armagnac                                                                                      | Vélo-rail                    | Nogaro                   | Port-Sainte-Marie à Riscle       |                                                           | 1,435 (voie normale) | Gers                      | En service |
| AAATV - Nîmes (Musée du Chemin de Fer de Nîmes)                                                              | Musée                        | Nîmes                    |                                  |                                                           | 1,435 (voie normale) | Gard                      | Ouvert     |

## Pays de la Loire
| Chemin de fer touristique                                                                   | Type                                                | Gare dépôt                                       | Ligne                                             | Section                                        | Écartement            | Département      | Statut     |
| ------------------------------------------------------------------------------------------- | --------------------------------------------------- | ------------------------------------------------ | ------------------------------------------------- | ---------------------------------------------- | --------------------- | ---------------- | ---------- |
| Chemin de fer touristique de la Sarthe (TRANSVAP)                                           | Train Touristique                                   | Connerré - Beillé                                | Mamers à Saint-Calais                             | Bonnétable - Gare de Connerré - Beillé         | 1,435 (voie normale)  | Sarthe           | En service |
| La Rotonde ferroviaire de Montabon (RFVL - Rotonde Ferroviaire et patrimoine Chemin de Fer) | Musée (projet de Vélo-rail puis Train Touristique). | Montabon (proche de la gare de Château-du-Loir). |                                                   |                                                | 1,435 (voie normale)  | Sarthe           | Ouvert     |
| Compagnie du chemin de fer de Semur-en-Vallon, Muséotrain                                   | Train Touristique, Musée                            | Semur-en-Vallon                                  |                                                   |                                                | 60 cm (voie étroite)  | Sarthe           | En service |
| Chemin de Fer de la Vendée (CFV)                                                            | Train Touristique                                   | Mortagne-sur-Sèvre, Saint-Laurent-sur-Sèvre      | Vouvant - Cezais à Saint-Christophe-du-Bois       | Gare des Herbiers - Gare de Mortagne-sur-Sèvre | 1,435 (voie normale)  | Vendée           | En service |
| Association Loco Vapeur R 1199 (141 R)                                                      | Train Touristique                                   | Nantes                                           | Réseau ferré national                             |                                                | 1,435 (voie normale)  | Loire-Atlantique | Disparu    |
| Association des Amis du Petit Anjou (AAPA)                                                  | Musée                                               | Saint-Jean-de-Linières                           |                                                   |                                                | 1,000 (voie métrique) | Maine-et-Loire   | En service |
| Le Tortillard                                                                               | Train Touristique                                   | Parc de Pierre-Brune (à Mervent)                 | Forêt de Mervent                                  | Gare Montford à Pierre-Brune                   | 7 pouce ¼             | Vendée           | En service |
| Draisines de Commequiers                                                                    | Vélo-rail                                           | Commequiers                                      | Nantes-État à La Roche-sur-Yon par Sainte-Pazanne | Commequiers - km 79,6xx                        | 1,435 (voie normale)  | Vendée           | En service |
| Vélo-rail de Saint Loup du Gast                                                             | Vélo-rail                                           | Saint-Loup-du-Gast                               | La Chapelle-Anthenaise à Flers                    |                                                | 1,435 (voie normale)  | Mayenne          | En service |
| L'Étang de Gruellau                                                                         | Train Touristique & Vélo-rail                       | Treffieux                                        | Étang de Gruellau                                 |                                                | 60 cm (voie étroite)  | Loire-Atlantique | En Service |

## Provence-Alpes-Côte d'Azur
| Chemin de fer touristique                                       | Type                         | Gare dépôt        | Ligne                                  | Section                                        | Écartement            | Département                              | Statut     |
| --------------------------------------------------------------- | ---------------------------- | ----------------- | -------------------------------------- | ---------------------------------------------- | --------------------- | ---------------------------------------- | ---------- |
| Train vapeur des Pignes (association G.E.C.P.)                  | Train Touristique            | Puget-Théniers    | Nice à Digne                           | Puget-Théniers - Gare de Saint-André-les-Alpes | 1,000 (voie métrique) | Alpes-de-Haute-Provence, Alpes-Maritimes | En service |
| Train touristique du centre-Var (ATTCV)                         | Train Touristique            | Besse-sur-Issole  | Carnoules à Gardanne                   | Carnoules - Les Platanes - Gare de Brignoles   | 1,435 (voie normale)  | Var                                      | En service |
| Association pour la Préservation de la CC 6570 (APCC 6570)      | Train Touristique            | Avignon           | Réseau ferré national                  |                                                | 1,435 (voie normale)  | Vaucluse                                 | En service |
| Musée provençal des transports urbains et régionaux (M.P.T.U.R) | Train Touristique, Musée     | Fuveau            |                                        |                                                | 60 cm (voie étroite)  | Bouches-du-Rhône                         | En service |
| Train des Merveilles (TER PACA)                                 | Train Touristique            |                   | Nice à Breil-sur-Roya                  | Gare de Nice-Ville - Gare de Breil-sur-Roya    | 1,435 (voie normale)  | Alpes-Maritimes                          | En service |
| Train des Merveilles (TER PACA)                                 | Train Touristique            | Coni à Vintimille | Gare de Tende - Gare de Breil-sur-Roya |                                                | 1,435 (voie normale)  | Alpes-Maritimes                          | En service |
| Vélorail de la Sainte-Beaume                                    | Vélo-rail                    | Pourcieux         | Carnoules à Gardanne                   | km 42,5 - Pourcieux                            | 1,435 (voie normale)  | Var                                      | En service |
| Train à vapeur du Val de Provence                               | Train Touristique, Vélo-rail | Châteaurenard     | Barbentane à Orgon                     | Châteaurenard - Plan-d'Orgon                   | 1,435 (voie normale)  | Bouches-du-Rhône                         | Disparu    |
| Train des Alpilles                                              | Train Touristique            | Arles             | Arles à Salon-de-Provence              | Gare de Arles (BDR) - Fontvieille              | 1,435 (voie normale)  | Bouches-du-Rhône                         | Disparu    |

## Département et région d'outre-mer
| Chemin de fer touristique                                                                              | Type                     | Gare dépôt | Ligne | Section | Écartement            | Département              | Statut     |
| --- | ------------------------ | ---------- | ----- | ------- | --------------------- | ------------------------ | ---------- |
| Association Train Touristique à la gare de la Grande Chaloupe (dit le "Ti Train à la Grande Chaloupe") | Train Touristique, Musée |            |       |         | 1,000 (voie métrique) | Île de la réunion        | En service |
| Chemin de fer Touristique du Pays de la Canne                                                          | Train Touristique        | Port-Louis |       |         | 1,000 (voie métrique) | Guadeloupe (Île Maurice) | En service |